# Danzón núm. 2
El Danzón núm. 2 és una obra musical per a orquestra simfònica composta per Arturo Márquez el 1994, i es la més destacada dins d'un conjunt de nou peces titulades així per l'autor mexicà. Va aconseguir una gran popularitat mundial quan l'Orquestra Simfònica Simón Bolívar de Veneçuela, sota la direcció de Gustavo Dudamel, la va incloure en el seu programa per a la seva gira per Europa i Amèrica en 2007.

## Història
L'obra va ser composta per encàrrec de la Direcció d'Activitats Musicals de La Universitat Nacional Autònoma de Mèxic (UNAM), i estrenada el 5 de març de 1994 a la Sala Nezahualcóyotl del Centre Cultural Universitari per la Orquestra Filharmònica de l'UNAM sota la direcció de Francisco Savín.
Arturo Márquez la va concebre durant un viatge a Malinalco amb el pintor Andrés Fonseca i la ballarina Irene Martínez, ambdós amants dels balls de saló mexicans i del danzón, els quals, per a col·laborar a la inspiració de la peça, van realitzar amb l'autor viatges al port de Veracruz, on el ball de danzón es molt tradicional.
La composició va significar un punt d'inflexió en la carrera del compositor. Es va realitzar dins d'un context general de renovació del seu propi llenguatge (procedent de música més avantguardista fins a un diàleg amb ritmes populars des de a música de concert), així com desitjos d'esperança i canvi, viscuts a Mèxic després de l'Aixecament Zapatista, enmig del qual el compositor va realitzar l'obra. Va dedicar l'obra a la seva filla, Lily Márquez.

## Controvèrsia
Comparant el Danzón núm. 2 amb el danzón tradicional, és possible destacar els següents aspectes: a) A l'obra de Márquez, el contingut rítmic, ric en cinquets, manté la seva vestidura tradicional, mostra de la identitat mexicana. b) el solo de trompeta que destaca a la peça, aquell que al danzón tradicional es la part més complexa en termes de textura, harmonia i ritme, iguala en complexitat al danzón tradicional. c) En lloc d'utilitzar la forma rondó característica del danzón, va usar la forma sonata, perquè aquesta li permetia un alt desenvolupament, encara que sabia que “fer-ho de manera distinta era pràcticament profanar aquest món sagrat del danzón”.
Quan el compositor va començar a escriure danzones, hi havia una tendència a afirmar que per això estava creant un moviment neonacionalista. Al respecte, Márquez va aclarir: "La meva natura en el danzón és com una mena d'expressió perque crec fermament que la música popular es pot expressar per mitjà de la música de concert. Jo no sóc danzonero, sóc compositor i puc abordar un son huasteco, o la polca, o el danzón. Aquesta es la meva natura, l'amor o la simpatia que tinc per la música popular".
Per tant, es pot afirmar que, si bé es veritat que el Danzón núm. 2 té càrrega idantitària, aquesta càrrega sorgeix de la identitat com a part de la pròpia natura mexicana expressada pel compositor i no d'una intencionalitat politico-nacionalista. Aquesta (en aquest cas inexistent) intencionalitat, creada pel neoliberalisme derivat de la globalització, és la que exalta la diferencia com qüestió "cultural", al mateix temps que dissol la desigualtat que las mateixes identitats diferenciades volen expressar i superar. D'aquí que accentuï la política del reconoixement, alhora que evita tota política relativa a la redistribució, la sola entrada de la qual denunciaria la desigualtat i apel·laria a relacions igualitàries.